# Potentilla togashii
Potentilla togashii är en rosväxtart som beskrevs av Jisaburo Ohwi. Potentilla togashii ingår i Fingerörtssläktet som ingår i familjen rosväxter. Inga underarter finns listade i Catalogue of Life.